# 佐藤國汽船
佐藤國汽船株式会社（さとくにきせん、SATOKUNI KISEN KABUSHIKI KAISHA）は、日本の海運会社。神戸市中央区海岸通8番（神港ビルディング）に本社を置く100年企業。

## 概要
1914年11月16日、佐藤國一によって海運業「佐藤商店」を神戸で開業、のちに佐藤國汽船に変更。主に内航を中心として船舶貸渡業、船舶運航管理業をしている。
1944年以降、2代目社長佐藤國吉は日本内航海運組合総連合会会長、社団法人公団共有船主協会会長、神戸海事広報協会会長等を務めた。
1981年より不動産業など、飲食業や太陽光発電事業なども経営している。

## 管理船舶
- 昭晴丸（上野トランステック）総トン数3,753トン 全長：104,93m 重量：4,999MT  主機：阪神内燃機 型式：B&W6L35MC MK6
- ほっかいどう丸（川崎近海汽船）総トン数12,265トン 全長：179.94m 重量：7,100MT 主機：MITSUI MAN 型式：B&W 9S50ME-C8.5